# Petroscirtes springeri
Petroscirtes springeri és una espècie de peix de la família dels blènnids i de l'ordre dels perciformes.

## Morfologia
- Els mascles poden assolir 7,7 cm de longitud total.[4][5]

## Reproducció
És ovípar.

## Hàbitat
És un peix marí de clima temperat que viu entre 8-45 m de fondària.

## Distribució geogràfica
Es troba al sud del Japó i Taiwan.